# Corti di Aqua Teen Hunger Force
I corti della serie animata Aqua Teen Hunger Force, intitolati AquaDonk Side Pieces, sono stati pubblicati negli Stati Uniti, su Youtube, dal 18 aprile al 28 aprile 2022.
| nº | Codice di produzione | Titolo originale                    | Pubblicazione USA |
| -- | -------------------- | ----------------------------------- | ----------------- |
| 1  | ADSP101              | The Return of Handbanana            | 18 aprile 2022    |
| 2  | ADSP102              | The Broodwrap                       | 19 aprile 2022    |
| 3  | ADSP103              | MC P Pants University               | 20 aprile 2022    |
| 4  | ADSP104              | Moon Master 9: Beware the Gorgotron | 21 aprile 2022    |
| 5  | ADSP105              | Frat Aliens: Hell Week              | 22 aprile 2022    |
| 6  | ADSP106              | Breakie B                           | 23 aprile 2022    |
| 7  | ADSP107              | Markula the Slumlord                | 24 aprile 2022    |
| 8  | ADSP108              | Merlo's Revenge on Unbelievable Ron | 25 aprile 2022    |
| 9  | ADSP109              | The Dumbest Doll of All             | 26 aprile 2022    |
| 10 | ADSP110              | Handbanana's Demise                 | 28 aprile 2022    |

## The Return of Handbanana
- Titolo originale: The Return of Handbanana
- Diretto da: Dave Willis e Matt Maiellaro
- Scritto da: Dave Willis e Matt Maiellaro

### Trama
Carl è nuovamente tormentato dal cane pervertito geneticamente modificato Handbanana, che ritorna per rendere la sua vita infelice. Mentre Fritto cerca di capire le richieste di aiuto di Carl, Polpetta offre al gruppo dell'horchata, una cioccolata calda messicana. Con il cioccolato che avvelena il cane, Carl coglie l'occasione per cercare di scappare.

## The Broodwrap
- Titolo originale: The Broodwrap
- Diretto da: Dave Willis e Matt Maiellaro
- Scritto da: Dave Willis e Matt Maiellaro

### Trama
L'immortale panino demoniaco Broodwich fa il suo ritorno con qualche rebranding. Con Carl che assume un nuovo incarico come fattorino, il Broodwrap spiega ogni vile ingrediente di cui è fatto. Una volta consegnato, si scopre che Frullo non ha mai avuto intenzione di mangiarlo, preferendo di sfruttare l'opportunità per rendere il nuovo lavoro di Carl un inferno.
- Guest star: Isaac Hayes III (Broodwrap).

## MC P Pants University
- Titolo originale: MC P Pants University
- Diretto da: Dave Willis e Matt Maiellaro
- Scritto da: Dave Willis e Matt Maiellaro

### Trama
MC Pee Pants riporta tutti a scuola, insegnando come approfittare dei ricchi e degli anziani. Sopra una base, MC P Pants spiega come convincere gli anziani ricchi che sei il loro figlio perduto da tempo.
- Guest star: MC Chris (MC Pee Pants).

## Moon Master 9: Beware the Gorgotron
- Titolo originale: Moon Master 9: Beware the Gorgotron
- Diretto da: Dave Willis e Matt Maiellaro
- Scritto da: Dave Willis e Matt Maiellaro

### Trama
Sul fantomatico canale YouTube Digital Deathcage, si recensisce il videogioco Moon Master 9: Beware the Gorgotron. Purtroppo si scopre essere orribile e i Lunamiani buttano il videogioco e abbandonano le loro nefande intenzioni. Dopo aver usato il loro potente laser quad, l'intero gioco risulta ingiocabile.
- Guest star: Nick Gibbons (Samuel of the Cosmos).

## Frat Aliens: Hell Week
- Titolo originale: Frat Aliens: Hell Week
- Diretto da: Dave Willis e Matt Maiellaro
- Scritto da: Dave Willis e Matt Maiellaro

### Trama
Skeeter e DP, i due membri della Confraternità degli Alieni, tornano sulla Terra per comprare degli alcolici. I loro documenti d'identità falsi li fanno quasi passare dalla cassa, quando arriva la polizia.
- Guest star: Patton Oswalt (Skeeter, DP), George Lowe (agente George), James Austin Johnson (Pledge).

## Breakie B
- Titolo originale: Breakie B
- Diretto da: Dave Willis e Matt Maiellaro
- Scritto da: Dave Willis e Matt Maiellaro

### Trama
Il nuovo giocattolo più in voga nei negozi, Breakie B, è capace di fare tutto compreso uccidere. Con questi robot che iniziano a spuntare in tutto il centro commerciale, Cybernetic Ghost of Christmas Past from the Future cerca di fermarli.

## Markula the Slumlord
- Titolo originale: Markula the Slumlord
- Diretto da: Dave Willis e Matt Maiellaro
- Scritto da: Dave Willis e Matt Maiellaro

### Trama
I Plutoniani sono alla ricerca di un nuova casa per mettere in atto la loro conquista del pianeta Terra. Sfortunatamente, si imbattono in uno dei peggiori proprietari di case, Markula. Nonostante il loro disperato tentativo di trovare un posto, sono ingenui riguardo a quello che stanno facendo con il vampiro.
- Guest star: Andy Merrill (Oglethorpe), Mike Schatz (Emory).

## Merlo's Revenge on Unbelievable Ron
- Titolo originale: Merlo's Revenge on Unbelievable Ron
- Diretto da: Dave Willis e Matt Maiellaro
- Scritto da: Dave Willis e Matt Maiellaro

### Trama
L'ipnotizzatore Merlo è tornato. Con Carl sotto il suo controllo, Merlo spera di vendicarsi finalmente del suo ex aiutante, L'Incredibile Ron. Tuttavia, dopo aver molestato il suo vecchio amico sul palco, entrambi finiscono senza lavoro e sono costretti a collaborare.
- Guest star: Lavell Crawford (L'Incredibile Ron), Henry Zebrowski (Merlo Sauvignon Blanco).

## The Dumbest Doll of All
- Titolo originale: The Dumbest Doll of All
- Diretto da: Dave Willis e Matt Maiellaro
- Scritto da: Dave Willis e Matt Maiellaro

### Trama
Il piano di distruggere Happy Time Harry nel 2004 quando Frullo lo gettò da un dirupo si scopre che non ha funzionato. 18 anni dopo, Happy Time Harry è tornato ed è convinto di essere un Highlander. L'unico modo per lui di morire e di farsi togliere la testa.
- Guest star: David Cross (Happy Time Harry), Bernardo Velasco (Juan Rick).

## Handbanana's Demise
- Titolo originale: Handbanana's Demise
- Diretto da: Dave Willis e Matt Maiellaro
- Scritto da: Dave Willis e Matt Maiellaro

### Trama
Carl nota che Handbanana non si comporta più come sempre. Dopo che il cane ha messo gli occhi su Frullo, i due hanno dei seri problemi da risolvere. Carl fa sentire Handbanana come se stesso dopo aver visto la stupidità dei loro vicini. Tuttavia mentre il cane decide di violentare Carl ancora una volta, si ritrova una sorpresa.